# کورتیس هوکس بروگدن
کورتیس هوکس بروگدن (Curtis Hooks Brogden) (زادهٔ ۶ نوامبر ۱۸۱۶ - درگذشتهٔ ۵ ژانویه ۱۹۰۱)، کشاورز، وکیل و سیاستمداری بود که به عنوان چهل و دومین فرماندار ایالت کارولینای شمالی آمریکا از ۱۸۷۴ الی ۱۸۷۷ در جریان دوران بازسازی خدمت کرد. او بعد از وفات فرماندار تود کالدویل و پس از ینکه به عنوان ستوان دوم فرماندار این ایالت با بلیت جمهوری‌خواهان در سال ۱۸۷۲ انتخاب شده بود به این مقام نائل آمد.
بروگدن سابقه سیاسی طویل داشت که نخست در سال ۱۸۳۸ در سن ۲۲ وارد دفتر ایالتی گردید. با ایجاد دوستی نزدیک همراه سردبیر استاندارد کارولینای شمالی ویلیام وودز هولدن، او بدون وقفه در دفاتر ایالتی مختلفی که آخرین آن به عنوان نماینده کنگره بود، اساساً تا زمانیکه از سیاست در سال ۱۸۷۸ بازنشسته شد، ایفای وظیفه نمود. او در سال ۱۸۸۶ برای یک دوره دیگر در مجلس قانونگذاری ایالتی انتخاب شد.

## سال‌های آغازین زندگی و تحصیلات
او در ۶ نوامبر ۱۸۱۶ در خانه خانوادگی بروگدن ۱۰ مایلی جنوب غرب گلدزبورو کارولینای شمالی در یک خانواده کشاورز به‌دنیا آمد. خانواده بروگدن کوئیکرهای بریتانیایی‌تبار بودند که در جریان دوره استعمار به دابز کانتی آمدند. اگرچه او همانند بیشتر پسران کشاورز هم نسلش در کارولینای شمالی مدارس محلی را فراگرفت، فرصت‌های آموزش عالی وی محدود بودند، مگر بروگدن یک خودآموز بود که با مطالعات خودش می‌آموخت.

## خدمات نظامی
پدر او پیرس بروگدن کهنه سرباز جنگ سال ۱۸۱۲ بود و پدر بزرگش توماس بروگدن در ارتش قاره‌ای در جریان انقلاب آمریکا خدمت کرده بود. بروگدن رسم خانوادگی خدمت سربازی را ادامه داده و با شبه‌نظامیان ایالت کارولینای شمالی در سن ۱۸ سالگی ملحق شد. او در دومین دور جمع‌آوری نظامی به عنوان سروان انتخاب شد و بالاخره به درجه سرلشکر ارتقا کرد. در جریان جنگ داخلی او با انگیزه کنفدراسیونی خدمت کرد اگرچه به‌خاطر رتبه‌اش در دولت ایالتی کارولینای شمالی که او را به شهر رالی در جریان مناقشه محدود کرده بود او هیچ زمانی به مقام فرماندهی دست نیافت.

## حرفه سیاسی
بروگدن نخست به مجلس عوام کارولینای شمالی در سال ۱۸۳۸ به‌عنوان دموکرات جکسونی برگزیده شد که با سن ۲۲ جوانترین عضو این مجلس بود. او به لقب «سخنور روستایی از وین» شهرت یافت و در مجلس تا سال ۱۸۵۱ در سمت رئیس قدیمی کمیته مالی مجلس خدمت کرد. در سال ۱۸۳۸، او همچنین به عنوان دادگستر صلح شهرستان وین، منصب که برای ۲۰ سال متوالی نگهداشته بود، انتخاب شده بود. بروگدن در بخش حقوق تحصیل کرد و به وکالت در سال ۱۸۴۵ برگزیده شد، اما هیچ زمانی جدا این وظیفه را به‌عهده نگرفت.
در سال ۱۸۵۲ بروگدن به سنای ایالت کارولینای شمالی، جاییکه تا ۱۸۵۷ خدمت کرد، انتخاب شد. در همان سال او به عنوان کنترل‌کننده ایالتی، مقامی که برای ده سال در اختیار داشت، توسط مجمع کل برگزیده شد. او در جریان بحران‌هایی جدایی، جنگ داخلی و آزادی به این سمت ادامه داد. در جریان این دهه‌ها، او با هولدن کسی که بعد از بادوام شدن جنگ منتقد دولت کنفدراسیون شد و همزمان رهبر جنبش صلح کارولینای شمالی بود که بالاخره در سال ۱۸۶۵ توسط رئیس‌جمهور اندرو جانسن برای یک مدت کوتاه به عنوان فرماندار کارولینای شمالی نخست منصوب و بعداً در سال ۱۸۶۸ منتخب گردید، پیمان سیاسی را تشکیل داد.

### پشتیبانی از حق رأی سیاه‌پوستان
بعد از جنگ داخلی، جمهوری خواهان افراطی در کنگره با روکرد معتدل بازسازی رئیس‌جمهور جانسن قانع نبودند. با درنظر داشتن اینکه ایالت‌های جنوبی قوانین سیاه‌پوستان را که آزادگان را محدود می‌کرد، تصویب کردند، آنها قوانین بازسازی نظامی را تصویب نمودند تا موقتاً جایگزین دولت‌های ایالتی شوند و تلاش کردند تا جوامع را برای آزادی کامل بردگان آفریقایی‌تبار آمریکا، تأسیس کار رایگان و دیگر حقوق شهروندی برای سیاه‌پوستان، بازسازی کنند. این قانون تصریح کرد که ایالت‌های کنفدراسیون اسبق مکلف به گنجانیدن حق رأی مردان سیاه‌پوست در قانون اساسی جدید شان اند.
اگرچه کارولینای شمالی قبل از فسخ کردن حق آزادی سیاه‌پوستان به دلیل شورش بردگان نات ترنر، آنرا تمدید کرده بود، این اقدامات با مخالفت بیشتر سفیدپوستان در جنوب روبرو شد. قبل از جنگ در کارولینای شمالی، سیاه‌پوستان یک سوم نفوس این ایالت را تشکیل می‌دادند که اکثر آنها در نقاط ساحلی و نزدیک بعضی از شهرستان‌های پیمونت اقامت داشتند. ویلمینگتون بیشترین تعداد از سیاه‌پوستان آزاد را قبل از جنگ داشت. بروگدن از تمدیدی حقوق سیاه‌پوستان حمایت کرده بود.
بروگدن بعد از جنگ بدنبال هولدن وارد حزب جمهوری‌خواهان شد. تغییر احزاب و حمایت او از حق رأی سیاه‌پوستان بسیاری از دوستان سابق کنفدراسیون او که با اجازه رأی دادن سیاه‌پوستان مخالفت کرده بودند و چون تازه کاران، آزادگان و اسکالواگ‌ها در آن زمان بالای حزب جمهوری‌خواهان مسلط بودند، شوکه شدند.
در سال ۱۸۶۷، او به مدت کوتاهی سنا را پس از انتخاب شدن به عنوان نماینده شهرستان وین در یک کنوانسیون قانون اساسی ایالتی ترک کرد. در سال ۱۸۶۸، او سنای ایالت به عنوان یک جمهوری‌خواه برگزیده شد و برای سه دور خدمت کرد. او همچنین عضو کالج انتخاباتی بود که از نامزد جمهوری‌خواه یولیسیز گرانت حمایت می‌کرد. در ۱۸۷۰، او به عنوان تحصیل‌دار درآمد داخلی ایالت متحده مقرر گردید. او از هولدن به عنوان فرماندار حمایت کرد و در هیئت مقننه ایالتی برخلاف استیضاح وی رأی داد.
در سال ۱۸۷۲، او توسط تکت انتخاباتی جمهوری‌خواهان به عنوان ستوان فرماندار همراه با تود کالدول انتخاب گردید. زمانیکه فرماندار کالدول در سال ۱۸۷۴ در سمت خود وفات کرد، بروگدن جانشین وی در مقام فرماندار گردید. در این زمان، دموکرات‌های سفیدپوست کنترل هیئت مقننه ایالتی را مجدداً به‌دست آورده بودند که این بخشی از برنامه سرکوب حق رأی سیاه‌پوستان توسط پیراهن قرمزها بود.
در جریان استانداریش، بروگدن تلاش قوی‌تری را برای همکاری با دموکرات‌ها که کنترل بیشتر بر قوه مقننه نسبت به پیشینیان جمهوری‌خواهان او داشتند را انجام داد و بر ساخت راه‌آهن و آموزش عالی تمرکز کرد. او برای باز کردن دوباره دانشگاه کارولینای شمالی در چپل هیل که به عنوان عضو هیئت امنا از سال ۱۸۶۹ الی ۱۸۷۲ گماشته شده بود، سخت کار کرد. بروگدن همچنین درخواست تأسیس یک کالج برای سیاه‌پوستان را کرد. هنگامی که می‌کوشید تا بدهی‌های دولت را کاهش دهد، او از ساخت یک بازداشتگاه ایالتی به عنوان خیر عمومی حمایت کرد. در زمان فرمانداری او، دولت فدرال ساخت فانوس دریایی ساحل کریتاک را برای روشنایی آخرین قسمت خط ساحلی در امتداد لبه‌های خارجی کارولینای شمالی که به عنوان قبرستان اقیانوس‌اطلس در سال ۱۹۷۵ شناخته می‌شد را تکمیل کردند. در سال ۱۸۷۶، فرماندار بروگدن از کارولینای شمالی در نمایشگاه صدمین سالگرد استقلال نمایندگی کرد.